# Ілемня
І́лемня — село в Вигодській громаді Калуського району Івано-Франківської області України.

## Географія
Селом тече потік Мацюла. На околиці села є маловідомий Ілемнянський водоспад.

## Історія
Виникло поселення в долині річки Ілемки в 1582 році. Хоча існує легенда про віднайдення сольових джерел в селі, яка сягає кінця X століття. Назва походить від дерева «Ільм» (в народі говорять «ильма»).
У 1648 році жителі села брали активну участь у народному повстанні, за що їх очікувала кривава розправа після відходу Хмельницького.
В 1883 році в селі проживало 733 українці; в 1914—1014 українців, 10 поляків, 22 євреї; в 1924 р. — 1010 жителів; в 1935—1250 українців, 14 поляків, 18 євреїв.
В 1866 році в селі була тимчасова школа. У 1914 році в селі була однокласна школа, в 1931 — двокласна (школу відвідувало 160 дітей).
У 1939 році в селі проживало 1280 мешканців (1260 українців, 10 поляків, 10 євреїв).
До 1939 року в селі діяв Український Католицький Союз — 40 осіб, читальня «Просвіти» — 60 осіб. В селі працювала гута по виплавці заліза і дві склярні.

## Населення

### Мова
Розподіл населення за рідною мовою за даними перепису 2001 року:
| Мова       | Кількість | Відсоток |
| ---------- | --------- | -------- |
| українська | 1454      | 99.86%   |
| російська  | 2         | 0.14%    |
| Усього     | 1456      | 100%     |

## Соціальна сфера
Зараз в селі є сільрада, ЗОШ І—ІІІ ст., Народний дім, ФАП, пошта. В селі діють такі виробництва: швейний цех, ПП «Воск», цех шлакоблоків, 9 закладів торгівлі.
В селі є дві церкви Покрови Пресвятої Богородиці: Українська греко-католицька церква і Православної Церкви України. Храмове свято — 14 жовтня.

## Галерея

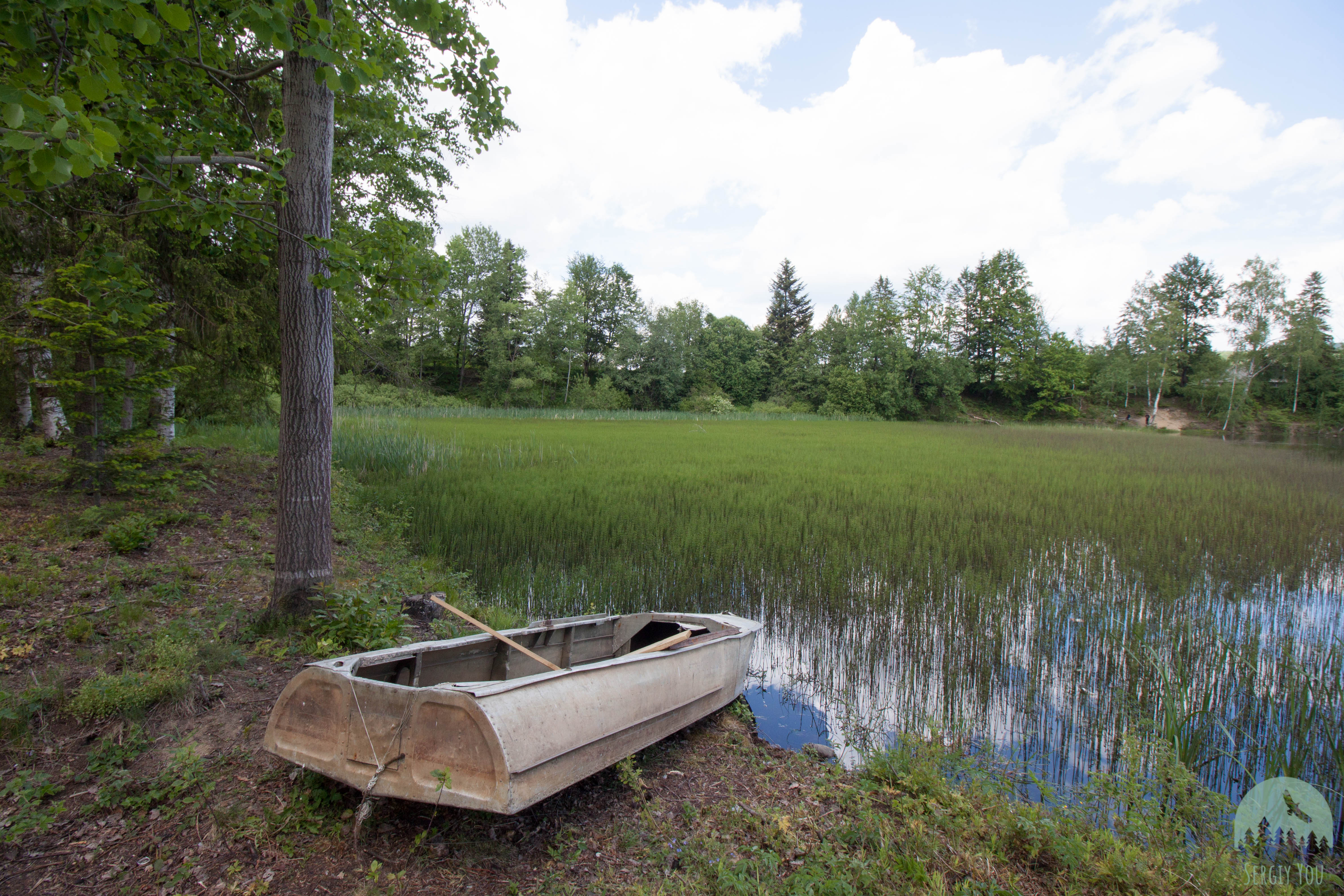
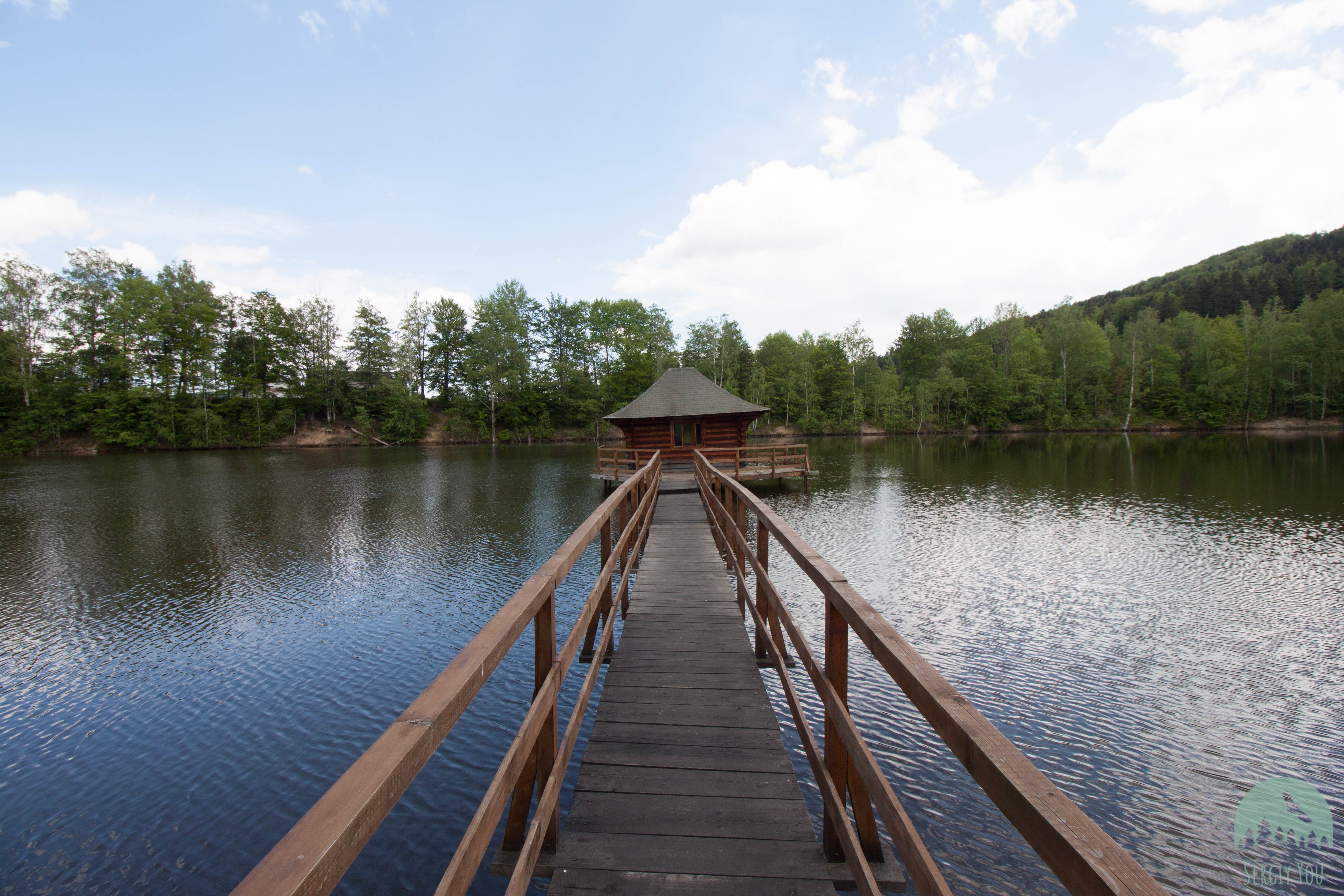
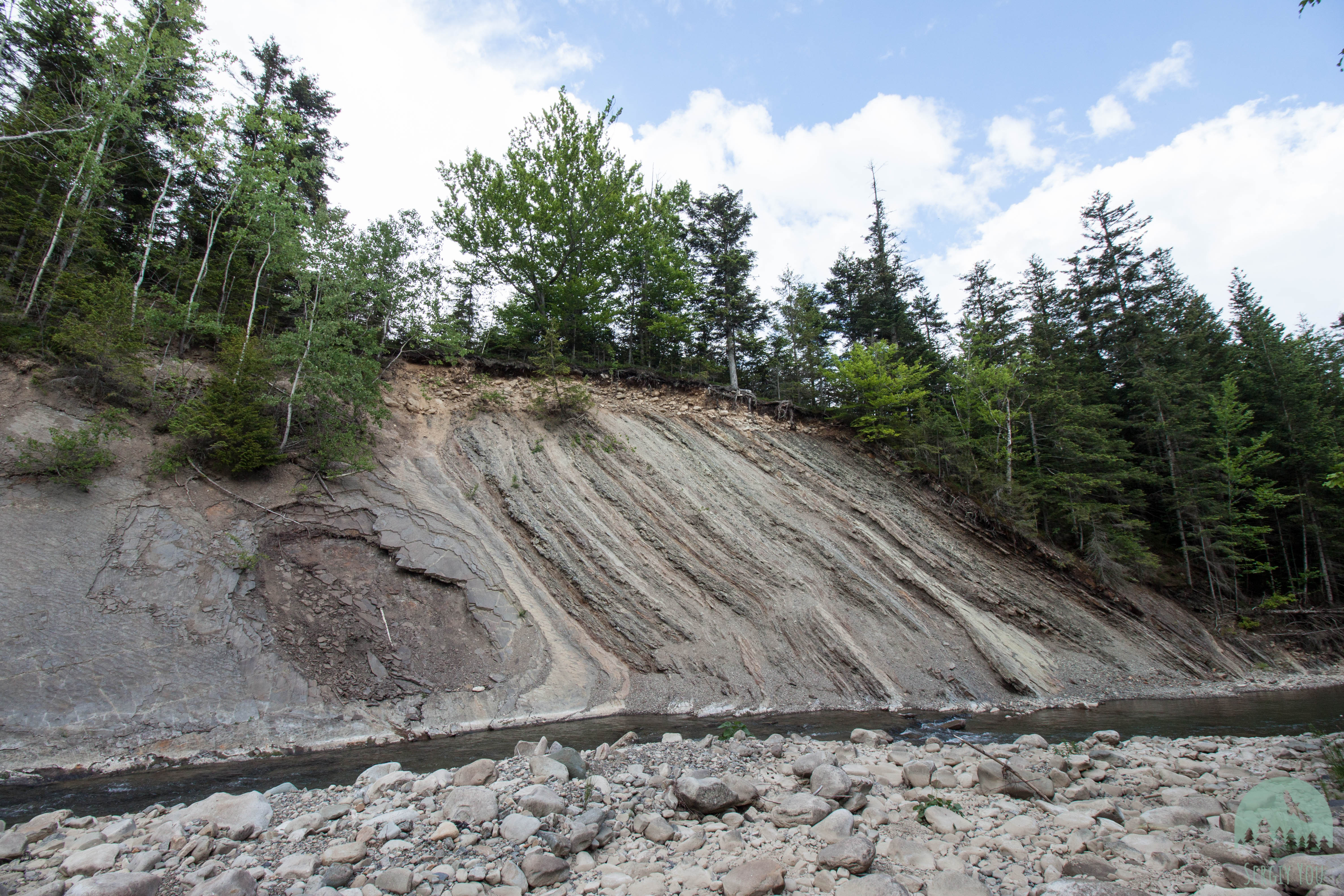

## Природа
- Ільма — лісовий заказник місцевого значення.
- Ілемнянський водоспад.
- Гуркало Ілемське

## Народилися
- Щуровський Євген — український військовик, адвокат, громадський та політичний діяч,[6];
- Пазяк Михайло Михайлович — доктор філологічних наук;
- Пилипів Ігор Васильович (* 1957) — український історик, доктор історичних наук, професор.
- Романишин Ігор Михайлович — кандидат технічних наук;
- Пилипів Богдан Іванович — художник-пірографіст;
- Пилипів Ігор Васильович — доктор історичних наук;
- Червак Володимир Іванович (Ілемський) — композитор, засновник і керівник гурту «Родослав» (м. Бровари);
- Лущ Михайло Михайлович — артист балету Національної Академії театру ім. Франка, член Національної спілки театральних діячів.